# Marija Brenčič Jelen
Marija Brenčič – Jelen [máríjá bréncsics jelen] (Podlipa (Vrhnika, Szerb–Horvát–Szlovén Királyság (ma: Szlovénia), 1919. január 28. – Arnače (Velenje, Szlovénia) 2000. március 21.) szlovén költő, író, drámaíró.

## Életrajza
Mária született 1919. január 28-án Vrhnika melletti Podlipán; apja Franc (Ferenc) Brenčič, anyja Marija (Mária). Házinév Gojer (pri Gojerju) volt. Szülőhelyén befejezett általános iskola után 1938-1939-ben növendéke lesz a Banovinska kmetijsko-gospodinjske šola(Bánsági gazdasági-háztartási iskolában) Trebnje melletti Mala Lokán, amelyet a maribori Iskolanővérek vezettek. Szerkesztője lesz az iskola közlönyének Sončni žar (Napsugár) 1938–39 között.

### Családja
1939. november 5-én férjhez ment a Mala Lokái Plečnik kápolnájában. Esküdött az Anton Jelen gyümölcskertésszel esperes és zeneszerző Franc Kimovec. Ez volt az első esküvő ebben a vári kápolnában, amióta a nővérek vezették.
Mária tehát férjhez ment a kertészhez Antona Jelena és hozzá költözött Šentilj pri Velenju nevű faluba, ahol házi neve "Klemše" volt. Kilenc gyermekük született: Hedvika (1940), Anton (1942), Janez (1944), Marija (1946), Florjan (1948), Franc (1950), Jož (1952), Blaž (1955) és Ivanka (1958) (Vesna iskolanővér).

### Költözködés
A második világháború idején a német náci katonák Mária családját éjszakán átköltözték; amikor megérkeztek Mariborba, innen tovább kellene utazniuk Pozsegára (Slavonska Požega); de megmentette őket Josef Hummel, egy katona Bécsből: ugyanaz, aki kollégájával értük jött autóval az éjszaka; saját felelősségére kieszközölte az engedélyt hogy még aznap visszatérhettek saját falvába. Nem adatott tehát idő vágyakozásra Podlipa után Šentiljben Mária részére, ahol polgárháború dúlt. Így számolt be egy Kmečki glas újságírónőnek.
Naponta történt valami újdonság; a háború Lengyelországban már akkor kezdődött, amikor még Mala Lokán voltam. Így naponta remegtünk valamitől. A gyermekek jöttök egymásután: negyvenben született Hedvika; negyvenkettőben – egy júliusi vasárnap – Jelenéket elvitték az éjszakában a meljei kaszárnyába Mariborba. Egy katona mentette őket meg – katolikus katona Josef Hummel, akinek otthon kellett hagynia feleségét két kis gyermekkel: fiúval és leánnyal.
"Megismerkedtük, akkor fél kettőkor hajnalban 1942-ben. A háború után temetésére nem mehettünk férjemmel, mert nem voltunk "erkölcsileg, politikailag megfelelőek", ahogy ezt akkor mondták. Ezt a tragikus történetet szerencsés befejezéssel Mária maga így írta le:
Bum, bum, bum! zörgettek faházacskánk ajtófélfáján.: „Jelen – Anton, Marie, Hedwig!” ismét: „Auf machen! Auf!” (Álljatok fel!)
„A rádióért jöttek,” vigasztalt félálomban férjem. Tudtam: „Nem a rádióért, értünk jöttek!”
Amikor végül férjem teljes zavarban kinyitotta az előszoba ajtaját, visszament a hálószobába és mondta: „Anyuskám mennünk kell!” Én pedig fellángolva az ellenség ellen kiáltottam: „Ha menni kell – megyünk! De vissza is jövünk! Akkor majd ti mentek!” Nem éreztem semmilyen bánatot; nem kiabáltam, nem szitkozódtam, csak mély gyűlöletet és ellenállást éreztem. Csak ha megsemmisíthetnem ezeket az erőszakosokat, akik házunkból kiűznek!
Ez az ellenség, aki értünk jött, hogy letartoztasson és elvigyen a Maribor Meljei kaszárnyába és azután tovább horvátországi Slavonska Požega, és netán Szerbiába az pedig a kedves Bécsi barátunk lett: Josef Hummel. Annyit beszélt a javunkra a maribori irodában, hogy végül hazaengedtek. Nem néztük az órát mikor volt de évekig éjjelente felébredtem néhány perccel fél kettő előtt. Semmilyen rémálom vagy rosszálom – csak váratlan ébredés. Virrasztottan kettőig és újból elaludtam és nem tudtam miért. ...

## Művei

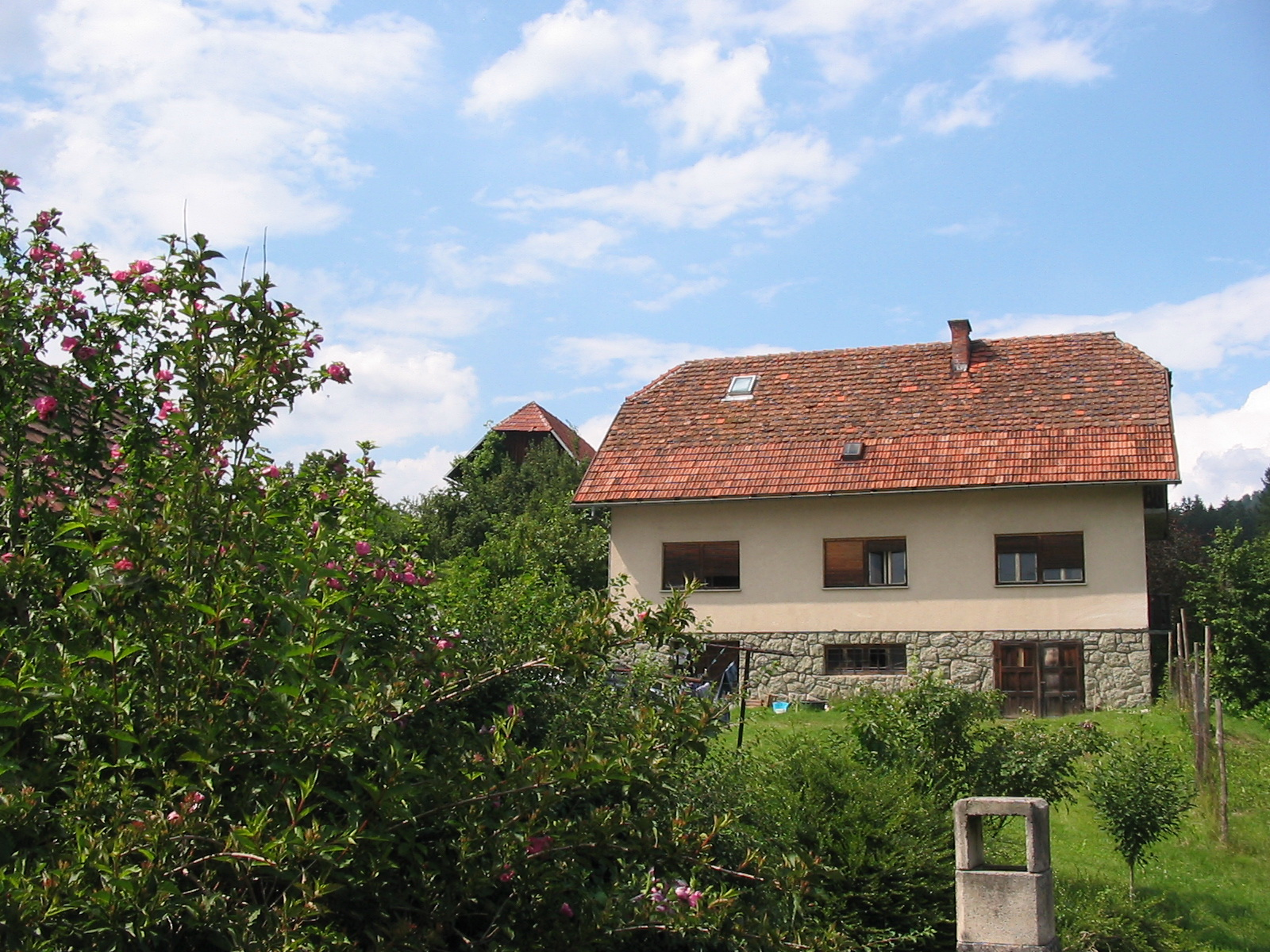
Klemše ház Šentilj Velenjénél.

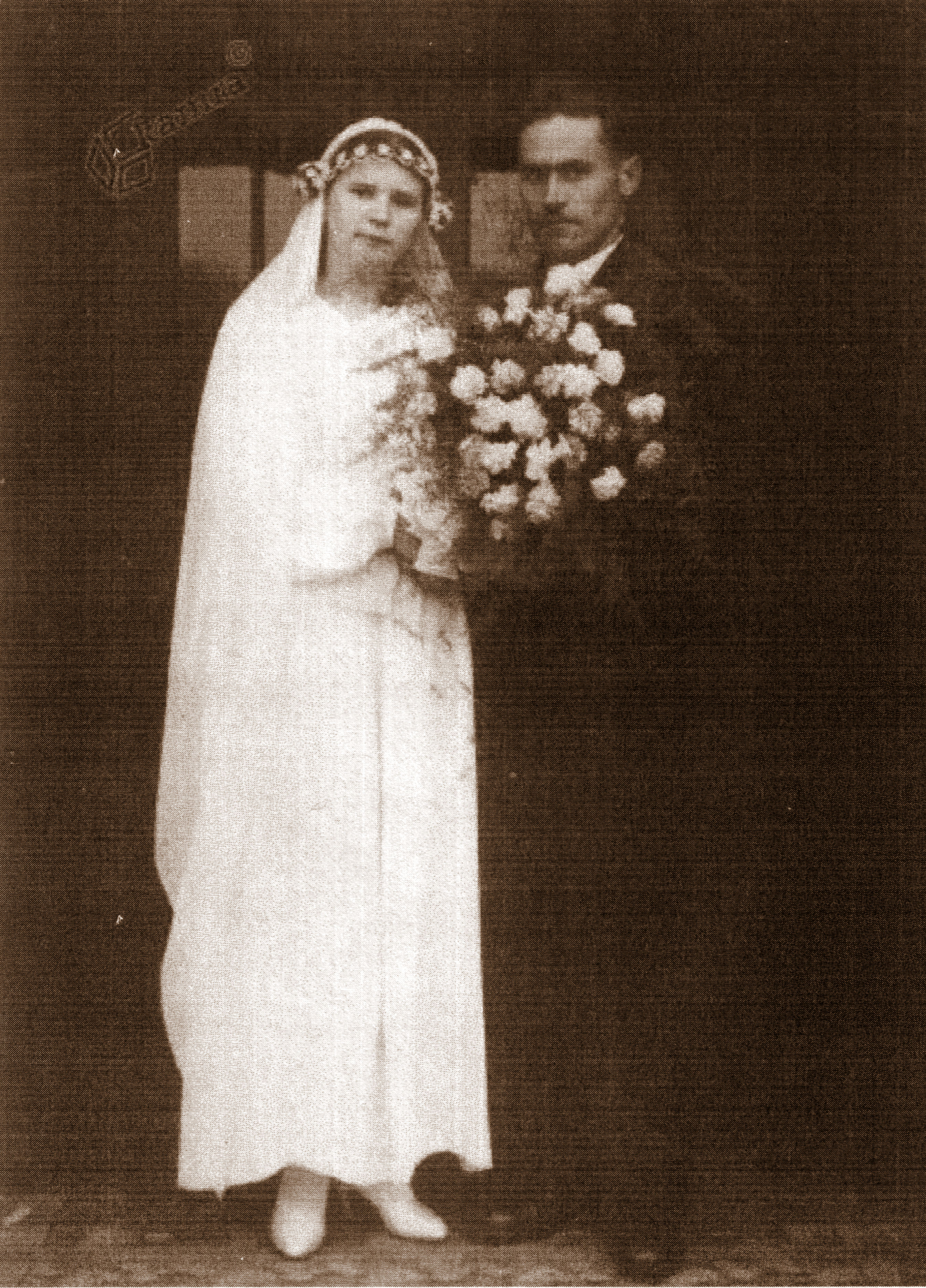
Mária esküvőjén Anton Jelennel Mala Lokán Plečnik kápolnájában (1939. november 5.).

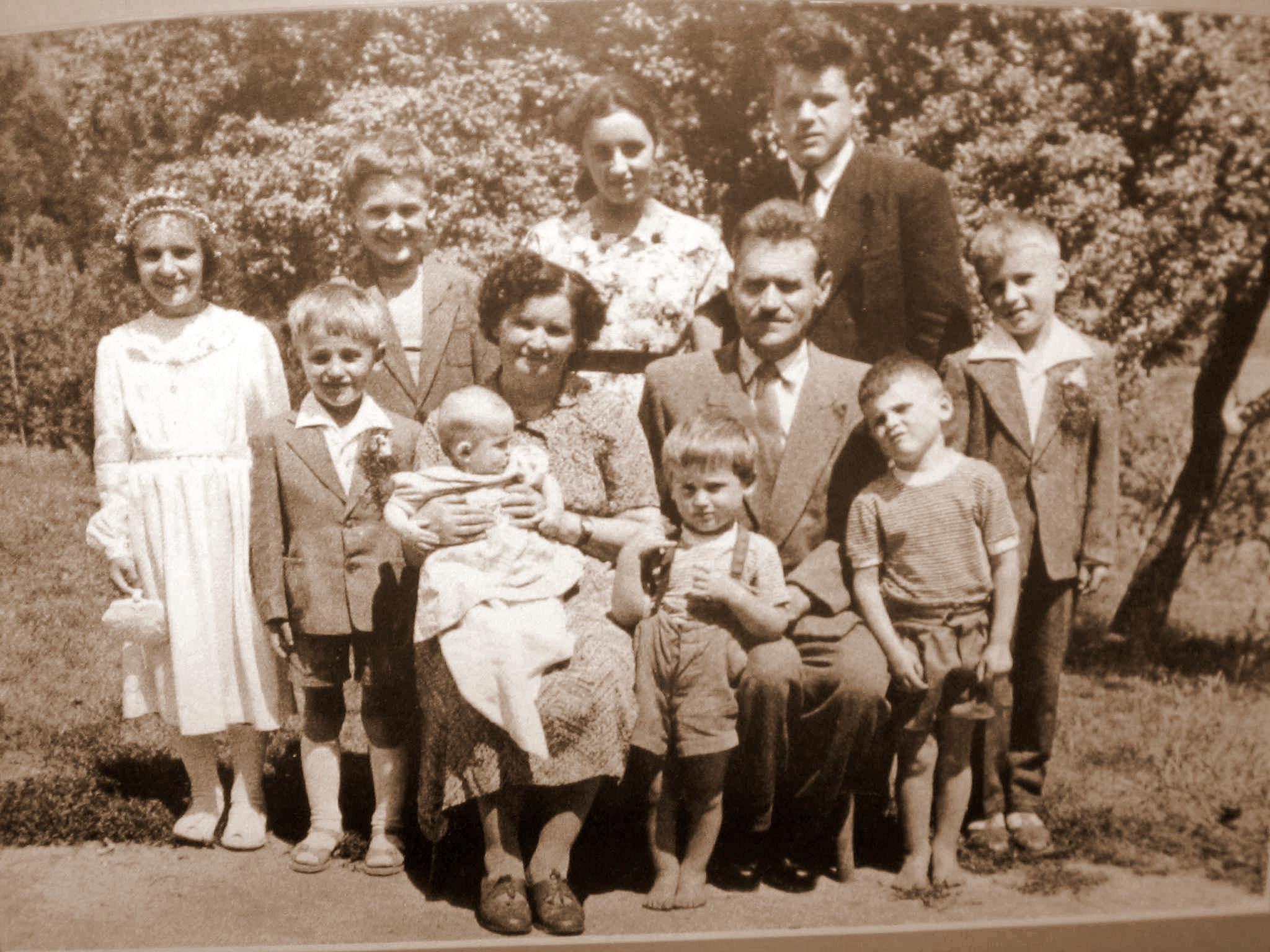
Mária férjével és kilenc gyermekével a három kisebb bérmálása alkalmával 1959.

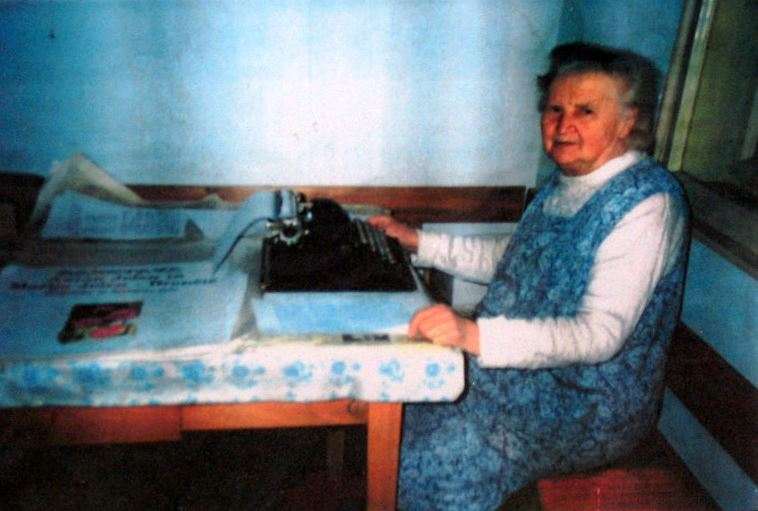
Marija régi, 1922-es gyártmányú Underwood írógéppel ír (1985)

Már kilencéves korába kezd verseket írni az általános iskolában, majd később jelentette meg vasárnapi Slovenec újság mellékletében Mladi Slovenec és a Družinában valamint más folyóiratokban, kalendáriakban. Az első gyűjteményét Spev tihe doline egyedül gyűjtötte , majd kiadta és áruba bocsátotta. A hatvanas évek végén, már fiatal korában tervezett négy versciklusát adja ki Spev tihe doline néven.
| Csendes völgy éneke (motto) |
| --- |
| Az egész völgy egy gyönyörű kert; zöld lugasokkal és erdőkkel övezve, a mezők teli virágtölcsérekkel – fölöttük kitárt a kék égbolt… |

Néhány drámai játékot irt gyermekek részére: A Ljubljanai Rádió közvetítette rádió játékait Mamica, zopet si naša (Anyácska megint a mienk vagy 1939.), ifjúsági operettje Mamice naše z dejanji slavimo (Anyácskánkat cselekedeteinkkel dicsőítünk), ezt Matija Tomc zenésítette meg, a ljubljanai operaszínházban adták elő (1939).
1986–ban kezdett prózát is írni. Foszlányom és mesék , ezekben fiatalságára emlékezik, amelyek megjelentek a „Kmečki glas“ és más folyóiratokban. Önmagáról azt mondta, hogy nem akar író lenni, csak költő, aki emlékeit írja.

## Forrásművek
- Spev tihe doline (Csendes völgy éneke, 1937)
- Vzdih cvetne dobrave (Virágos rét sóhaja, 1968)
- Vrisk jasne planine (A tiszta hegy kiáltása, 1969)
- Mir sinje višave (A kék magaslát békéje, 1970)
- Naših njiv nihče več ne orje (foszlányok gyűjteménye: „Már senki sem szántja földeinket“, 1991)
- Sedem ključavnic (A hét lakat, 1995)